# Giorgio Pandolfi
Giorgio Pandolfi (* 1952 in Turin) ist ein italienischer Filmregisseur.
Pandolfi brach ein Jurastudium ab und ging nach Rom, wo er Seminare und Kurse für Filmregie besuchte und mit Videoclips und dokumentarischen Beiträgen zu ökologischen Themen seine Laufbahn begann. Nach zwei Regieassistenzen für Fabrizio Lori legte er 1992 mit dem nach Artikel 28 geförderten Quando finiranno le zanzare sein Debüt vor, das zwei Jahre später kurz in wenigen Kinos zu sehen war.

## Filmografie
- 1992: Quando finiranno le zanzare